# Scioglyptis chionospila
Scioglyptis chionospila är en fjärilsart som beskrevs av Turner 1947. Scioglyptis chionospila ingår i släktet Scioglyptis och familjen mätare. Inga underarter finns listade.